# Changtu (sockenhuvudort i Kina, Zhejiang Sheng, lat 30,25, long 122,30)
Changtu är en sockenhuvudort i Kina. Den ligger i provinsen Zhejiang, i den östra delen av landet, omkring 210 kilometer öster om provinshuvudstaden Hangzhou. Antalet invånare är 21 500. Befolkningen består av 6 589 kvinnor och 14 911 män. Barn under 15 år utgör 3,0 %, vuxna 15-64 år 87 %, och äldre över 65 år 8,0 %.
Närmaste större samhälle är Daishan, 10,0 km väster om Changtu. 
Genomsnittlig årsnederbörd är 1 673 millimeter. Den regnigaste månaden är juni, med i genomsnitt 332 mm nederbörd, och den torraste är januari, med 48 mm nederbörd.